# 修容 (美妝)

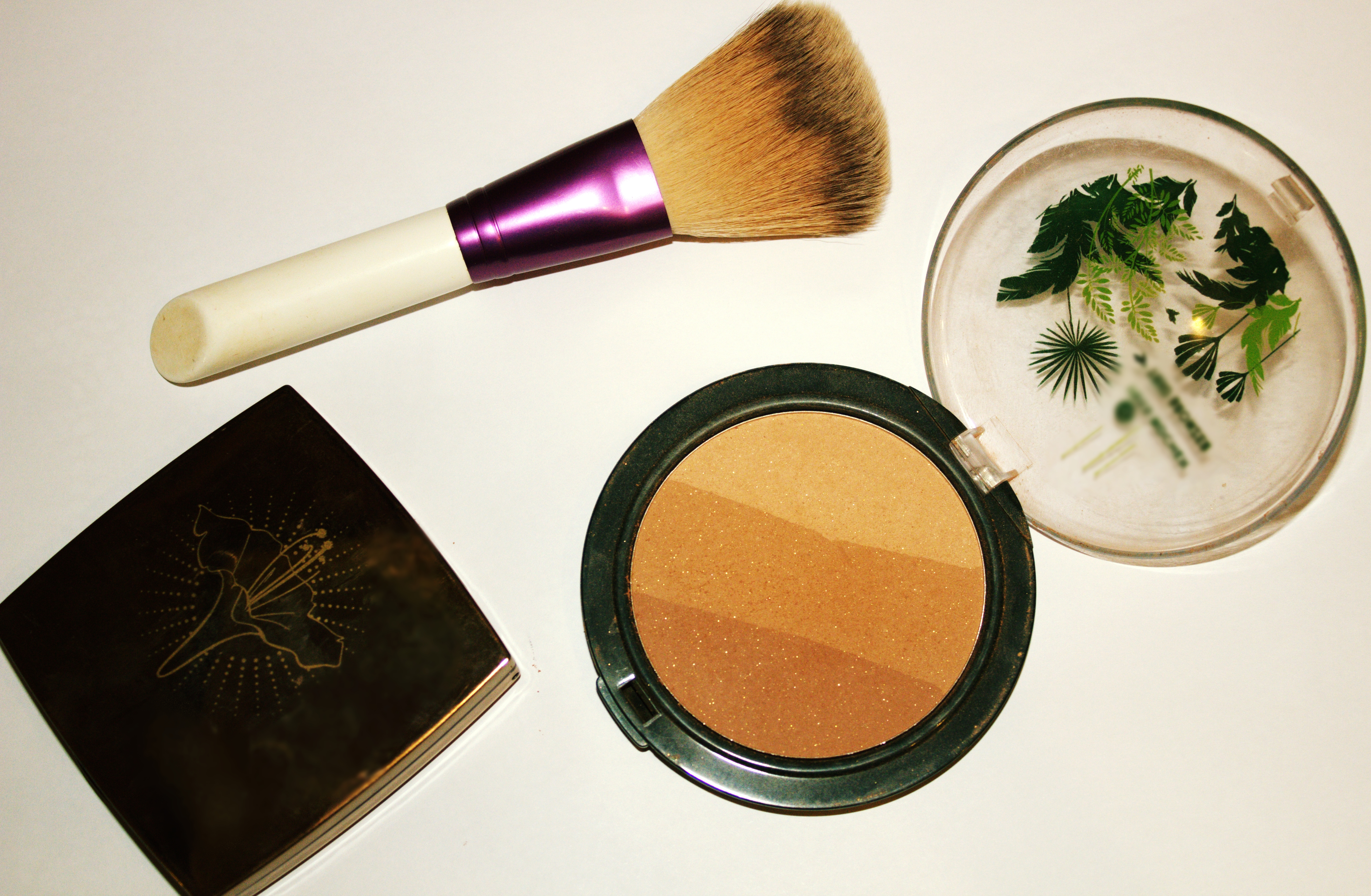
修容用的化妝品

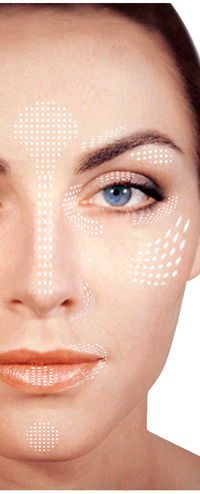
修容時可以打亮的部位

修容是一種使用化妝品的化妝手法，用於塑造或增強臉部或其他身體部位的輪廓。
修容通常是在臉頰凹陷處、鼻樑側邊和太陽穴等位置塗抹顏色比膚色稍深的化妝品，製造該處凹陷的效果以達到立體臉部輪廓及瘦臉等目的。也可在蘋果肌和鼻尖與額頭構成的T字區域使用顏色較膚色稍淺的打亮（Highlighter），以更進一步加深輪廓。

## 歷史
十六世紀時，伊莉莎白時代的演員有時會將粉筆和煙灰塗抹在臉上，使得觀眾能夠更容易辨識演員的面部表情。
在十九世紀後期，隨著電器時代的到來，燈泡逐漸普及，演員不再使用煙灰，而改用油彩來勾勒面部輪廓。在當時，維多利亞女王認為化妝是一種粗俗的表現，因為只有妓女和舞台劇演員會化妝，而化妝品只能在服裝店購得。
二十世紀初期，修容在電影界逐漸吹起一股風潮，德國女演員玛莲娜·迪特里茜於電影中使用陰影與打亮等修容技術強調臉部線條。
1934年，化妝師Max Factor Sr.以其為舞台劇演員化妝的技巧而聞名於世。他使用修容使演員的臉不會在拍攝時顯得平坦。1945年，Max Factor Sr.發布了一個教學課程，講述如何針對各式臉型勾勒輪廓。
1944年，知名化妝師Ben Nye在《乱世佳人》和《人猿星球》兩部電影中為演員化妝。其後，他創建了自己的化妝品品牌，至今仍大受好評。
1950年代，修容技術迅速地在演藝圈竄紅，諸如奥黛丽·赫本、玛丽莲·梦露及伊丽莎白·泰勒等女演員皆熱衷於使用修容技術。
1990年代，化妝師Kevyn Aucoin負責為格温妮丝·帕特罗、仙迪·歌羅馥及珍妮·杰克逊等女演員修容。
2000年代，修容技術逐漸應用在臉部以外的部位，如鎖骨及乳溝，這種應用稱為「身體修容（英語：body contouring）」，而用於加深乳溝線條的技術稱為「胸部修容（英語：boob contouring）」。隨著社群媒體的普及，修容技術逐漸受人們所關注。